# Arial (Carolina del Sur)
Arial es un lugar designado por el censo ubicado en el condado de Pickens, en el estado estadounidense de Carolina del Sur. La localidad en el año 2000 tiene una población de 2607 habitantes en una superficie de 12.8 km², con una densidad poblacional de 203.8 personas por km².

## Geografía
Arial se encuentra ubicado en las coordenadas 34°50′39″N 82°38′14″O / 34.84417, -82.63722. Según la Oficina del Censo, el pueblo tiene un área total de 12,8 km² (4,9 mi²), de la cual 12,8 km² (4,9 mi²) es tierra y 0 km² (0 mi²) (0.0%) es agua.

## Demografía
En el 2000 la renta per cápita promedia del hogar era de $29 240, y el ingreso promedio para una familia era de $36 455. El ingreso per cápita para la localidad era de $17 646. En 2000 los hombres tenían un ingreso per cápita de $29 219 contra $20 511 para las mujeres. Alrededor del 10.80 % de la población estaba bajo el umbral de pobreza nacional. 